# Hongrois au Chili
Les Hongrois au Chili sont les citoyens chiliens d'origine hongroise. Leur présence en Chili est essentiellement le fait d'une immigration importante datant de la première moitié du XXe siècle. Un très grand nombre d'entre eux et de leurs descendants sont devenues connus ou reconnus, parmi eux nous pouvons citer Carlos Caszely, Leonardo Farkas ou Nicolás Massú.